# روب كولينز
روب كولينز هو لاعب هوكي الجليد كندي، ولد في 15 مارس 1978 في بيتربرة في المملكة المتحدة.

## وصلات خارجية
- روب كولينز على موقع دوري الهوكي الوطني (الإنجليزية)
- روب كولينز على موقع قاعة مشاهير الهوكي (لاعب أن.إتش.أل) (الإنجليزية)
- روب كولينز على موقع EliteProspects.com (الإنجليزية)
- روب كولينز على موقع Eurohockey.com (الإنجليزية)
- روب كولينز على موقع HockeyDB.com (الإنجليزية)
- روب كولينز على موقع Hockey-Reference.com (الإنجليزية)